# Autoroute A50
L'autoroute A 50 è un'autostrada francese che parte dal centro di Marsiglia e arriva a Tolone. Si pone in continuazione con l'A55 e si dirige inizialmente ad est. Ad Aubagne vira a sud e presso La Ciotat di nuovo ad est, raggiungendo così La Seyne-sur-Mer e Tolone, da dove è proseguita dall'A57.